# Sphenocratus gussakovskii
Sphenocratus gussakovskii är en insektsart som beskrevs av Kusnezov 1933. Sphenocratus gussakovskii ingår i släktet Sphenocratus, och familjen Dictyopharidae. Inga underarter finns listade.